# Rubén Varona
Rubén Varona es un escritor y académico colombiano especializado en novela negra, principalmente aquella que mezcla lo histórico y lo criminal para comentar una realidad específica.
Nació en Popayán (1980), en la actualidad es profesor de literatura Hispanoamericana en Lycoming College, Pensilvania. Es Doctor en Literatura Hispánica de Texas Tech University (2018) y tiene una maestría en escritura creativa de la University of Texas at El Paso (2012). Es fundador de la revista cultural La Mandrágora en Popayán y ha sido representante para Latinoamérica de la Asociación Internacional de Escritores Policíacos AIEP (2008-2016).
La escritura de Rubén Varona explora los conflictos sociales y el potencial que tienen los individuos para resistir. Su trabajo literario y académico comenta, desde la perspectiva de la justicia social, algunos problemas estructurales de las sociedades como la corrupción, el tráfico humano o la intolerancia religiosa. Por ejemplo, en su novela histórica La viuda del molino (2023), representa la crueldad del movimiento independentista en Colombia a principios del siglo XIX. Lo hace a través de una yuxtaposición de voces, algunas bien representadas en la historia colombiana y otras que han sido marginadas e ignoradas como la mujer, pero que posibilitan el diálogo y la reflexión sobre los desafíos de la reconciliación social hoy. Por su parte, La secta de los asesinos (2016), escrita en coautoría con el también colombiano Carlos Bermeo, aborda el terrorismo actual desde una perspectiva histórica que humaniza las tensiones políticas y religiosas entre Oriente y Occidente. Sobre este trabajo, finalista del Premio Planeta-Casa de América 2012, la crítica resaltó que se anticipó a la fundación del Estado Islámico.
Sobre el estilo, se ha dicho que Rubén Varona “usa la brutalidad, la obscenidad y el crimen para dejar al descubierto el esqueleto tenebroso de la realidad, para revelar la fealdad implícita en nuestro canon de belleza”. Esto se aprecia en su novela La hora del cheesecake (2015), que se destaca por “la intensidad de lenguaje que obliga al lector a colocarse en diferentes planos y niveles para la reconfiguración tanto de tiempo como de discurso”, así como por la mezcla magistral de la alta y la baja cultura, y el thriller policíaco y la sátira más corrosiva sin necesidad de hacer uso de los modelos anglosajones.
Ha sido incluido en varias colecciones y antologías de relatos: "La maldición del Garabato" en Antología Olfato de gol: nuevos cuentos de fútbol (Ed. Reino de Cordelia, 2022), “Hospital psiquiátrico” en Desierto en escarlata: cuentos criminales de Ciudad Juárez. (Ed. Colectivo Zurdo Medieta, 2018), “Meninas Club” en Short Story Anthology: Latein-Amerika (Ed. Beatrix Kramlovsky y Sylvia Unterrander. Traducción de Eva Srna, 2014), “Punto Negro” en Céfiro: Enlace Hispano Cultural y Literario (2013), “Der Lackierte Spazierstock” en Antología de ficción criminal: Zurich, Ausfahrt Mord. Suiza. (Ed. Paul Ott. Trans. Susanna Mende, 2011), “El olor de los jazmines” en Rio Grande Review (2010), “Un vuelo de algo con alas de polvo”. Señales de Ruta. Antología del cuento colombiano. (Selección y prólogo de Juan Pablo Plata, 2008 y 2012 en libro digital), “Los restos del patriarca” en El Fungible. Especial de relatos para España y América Latina. (Ed. Ayuntamiento de Alcobendas 2008), y “Cábala en re menor” en la antología Al filo de las palabras (Ed. Carlos Muñoz, 2001).  
Novelas:
1. La viuda del molino (2023)
2. La secta de los asesinos (2016) (escrita con Carlos Bermeo)
3. La hora del cheesecake (2015)
4. El sastre de las sombras (2013)
5. Espérame desnuda entre los alacranes (2007)